# Donato Lovreglio
Donato Lovreglio (Bari, 6 dicembre 1841 – Napoli, 1907) è stato un flautista e compositore italiano.

## Biografia
Nativo di Bari, Lovreglio si trasferì a Napoli, dove si dedicò al flauto e al clarinetto e introdusse in Italia il flauto di Böhm. Con la moglie, la pianista Adelina Castelli, formò un duo molto stimato. 
Fu molto attivo come compositore di variazioni di bravura su temi d'opera. Tra queste, le Fantasie per clarinetto e orchestra tratte da varie opere,  La traviata, il Simon Boccanegra, Don Carlo e Un ballo in maschera di Giuseppe Verdi, di Maria Stuarda di Gaetano Donizetti e della Norma di Vincenzo Bellini.
Morì a Napoli nel maggio del 1907.
Suo nipote è il compositore Eleuterio Lovreglio (Napoli, 1900 - Nizza, 1972).

## Opere
- L'eco di Napoli, composizione originale per ottavino e pianoforte

fantasia sulla traviata ,per clarinetto e pianoforte